# Apacheria chiricahuensis
Apacheria es un género monotípico de plantas con flores perteneciente a la familia Crossosomataceae. Su única especie: Apacheria chiricahuensis, es originaria de México.

## Taxonomía
Apacheria chiricahuensis fue descrita por Charles Thomas Mason y publicado en Madroño 23(3): 105–108, f. 1, 2a. 1975.